# جاي أبيل هابل
جاي أبيل هابل هو محامي وقاضي وسياسي أمريكي، ولد في 15 سبتمبر 1829 في روتشستر هيلز في الولايات المتحدة، وتوفي في 13 أكتوبر 1900 في هوتون في الولايات المتحدة. نشط حزبياً في الحزب الجمهوري. وقد انتخب عضو مجلس ولاية ميشيغان ‏ وانتخب عضو مجلس النواب الأمريكي ‏.